# Crémasque
Le Crémasque (en italien : Cremasco ; en lombard : Cremasch ; en crémasque : Cremàsch) est une région historique d'Italie, située en Lombardie, au nord de la province de Crémone.

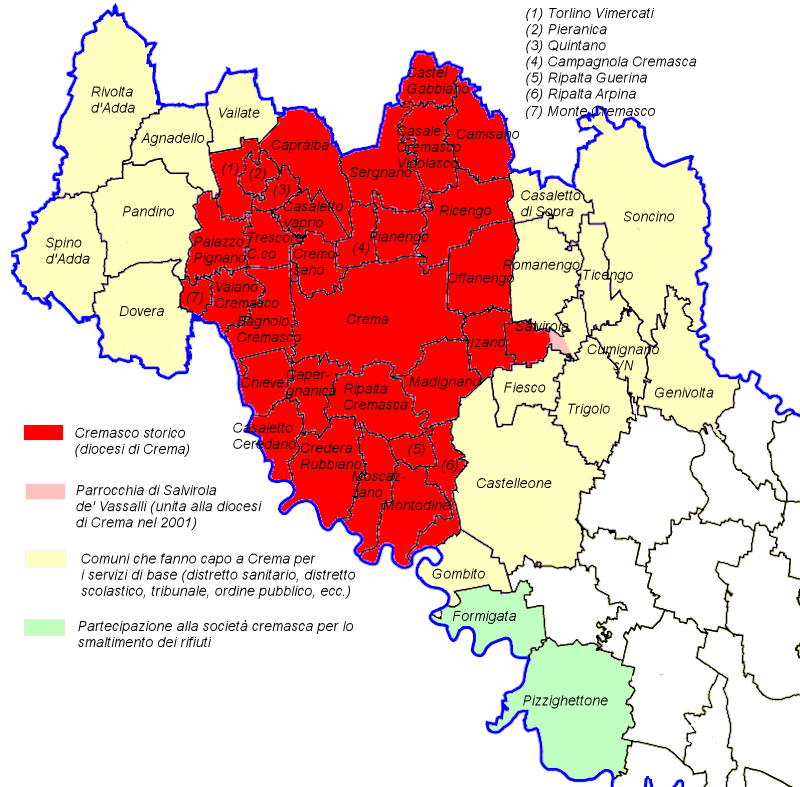
Composition du territoire crémasque.

## Histoire
Le Territoire crémasque (en italien : Territorio Cremasco ; en lombard : Territòri cremasch) était une division de la république de Venise.
Il était subdivisé en cinq parties : la ville de Crema et quatre portes portant le nom d'une des quatre portes de l'enceinte de Crema.
La Porta Pianengo comprenait : Azzano, Bordogna, Campisego, Capralba, Casaletto Vaprio, Farinate, Gabbiano, Pianengo, Pieranica, Quintano, Sergnano, Torlino, Trezzolasco, Vairano et Vidolasco.
La Porta Rivolta comprenait : Castelnuovo, Credera, Madignano, Moscazzano, Ripalta Arpina, Ripalta Guerina, Ripalta Nuova, Ripalta Vecchia, Rovereto et Zappello.
La Porta Serio comprenait : Bottaiano, Casale, Ceredella, Izano, Offanengo, Ricengo, Salvirola et Vergonzana.
La Porta Ombriano comprenait : Bagnolo, Capergnanica, Chieve, Monte, Ombriano, Palazzo Pignano et Vaiano.
Le 28 mars 1797, la République crémasque (en italien : Repubblica Cremasca) est proclamée à Crema.
Le 10 juillet 1797, elle s'unit à la République cisalpine, créée le 29 juin 1797 par la réunion des républiques cispadane et transpadane.
À la suite de la division de la République cisalpine en départements, le 8 juillet 1797, le Crémasque forme, avec l'ancienne province autrichienne de Lodi, le département de l'Adda. Il est réparti entre les districts de Crema, Montodine, Offanengo et Vaiano.
Le 1er septembre 1798, le département de l'Adda est réuni à celui du Haut-Pô.